# 西部幹線鐵路
西部幹線鐵路（瑞典語：Västra stambanan）是連接瑞典首都斯德哥爾摩和哥德堡的國鐵路線，在1856年開工，1862年通車。
路線由瑞典交通管理局管理，西部幹線鐵路全線複線電氣化，在哥德堡中央車站至Olskroken的2公里路段、Järna的5公里路段，以及介乎弗萊明斯貝格及斯德哥爾摩南站約14公里的路段更是四線電氣化。斯德哥爾摩南站與斯德哥爾摩中央車站之間使用一條複線鐵路橋。2017年斯德哥爾摩城市線通車以前，該橋是一個瓶頸位置。

## 營運速度
此線最高營運速度是每小時200公里。此速度只能透過SJ2000傾斜高速列車和部分區域列車才能達到。城際列車因車種限制只可到達160公里。介乎舍夫德及托雷波達之間的軌道是瑞典最長直線路段，近40公里的軌道沒有彎道，經常用於速度測試。目前瑞典的速度紀錄每小時303公里也在此由X50 Regina達成。

## 未來
有計劃在斯德哥爾摩和哥德堡之間、韋特恩湖以南興建高速鐵路哥塔蘭鐵路。該鐵路將在21世紀中營運，並可超過時速300公里。不過這只會將旅行減少40分鐘（現時最快的連接是不停站SJ 2000列車，455公里在2小時52分鐘達成，平均時速159公里，並連接更多大城市（布羅斯、延雪平、林雪平、北雪平）。

## 外部連結
- Järnväg.net page on Västra stambanan （页面存档备份，存于） （瑞典語）